# Hipparchia tilosi
Hipparchia tilosi is een vlinder uit de onderfamilie Satyrinae van de familie Nymphalidae (aurelia's). De wetenschappelijke naam is voor het eerst geldig gepubliceerd in 1984 door Manil.
De soort komt voor in Europa.
1. ↑  (en) Hipparchia tilosi op de IUCN Red List of Threatened Species.